# Skrytohutia krótkoucha
Skrytohutia krótkoucha (Mesocapromys sanfelipensis) – gatunek gryzonia z rodziny hutiowatych. W wydanej w 2015 roku przez Muzeum i Instytut Zoologii Polskiej Akademii Nauk publikacji „Polskie nazewnictwo ssaków świata” dla gatunku Mesocapromys sanfelipensis zaproponowano nazwę skrytohutia  krótkoucha. Skrytohutia krótkoucha jest roślinożercą. Zamieszkuje na Cayos de San Felipe (Cayo Juan Garcia) w Archipelagu Canarreos, w rejonie południowo-zachodniego wybrzeża Kuby, w prowincji Pinar del Rio. Jest jednym z najbardziej zagrożonych gatunków gryzoni na świecie. Międzynarodowa Unia Ochrony Przyrody (IUCN) wymienia Mesocapromys sanfelipensis w Czerwonej księdze gatunków zagrożonych jako gatunek krytycznie zagrożony (CR – critically endangered). Niewiele wiadomo o ekologii, ewolucji i historycznym rozmieszczeniu gatunku.

## Historia poznania gatunku
Gatunek został odkryty podczas wyprawy prowadzonej przez kubańskiego zoologa Orlando H. Garrido w lutym i marcu 1970. Zoolog chciał sprawdzić informacje pochodzące od rybaków z La Coloma dotyczące występowania tam odrębnego gatunku hutii. Zoolog udał się na wyspę Cayos de San Felipe, w zachodniej części Archipelagu Canarreos, około 30 km na południe od portu La Coloma, w prowincji Pinar del Rio. Schwytał wówczas cztery zwierzęta. Na ich podstawie Varona i Orlando H. Garrido opisali gatunek w 1970 na łamach „Poeyana”, periodyku kubańskiej Akademii Nauk jako Capromys sanfelipensis. W tym samym roku naukowiec udał się na Cayo Real, gdzie także miały być widziane hutie, ale nie znalazł poszukiwanych zwierząt. M. sanfelipensis jest więc znana tylko z typowej lokalizacji na Cayo Juan Garcia. Od października 1970 naukowcy nie schwytali ani nawet nie zaobserwowali żadnego okazu.

## Budowa ciała
Skrytohutia krótkoucha jest gryzoniem o średniej wielkości. Jest bardzo podobna do innych gatunków rodzaju Mesocapromys.
|                                 | średni wymiar |
| ------------------------------- | ------------- |
| całkowita długość ciała (n = 2) | 477,5 mm      |
| długość tułowia (n=3)           | 277,3 mm      |
| długość ogona (n=3)             | 204,5 mm      |
| szacunkowa masa ciała           | ~550 g        |

## Tryb życia
Skrytohutie krótkouche wiodą naziemny, nocny tryb życia. Mogą wykazywać także aktywność w ciągu dnia, ale po deszczu.

## Rozmieszczenie geograficzne
Skrytohutia krótkoucha zamieszkuje na Cayos de San Felipe (Cayo Juan Garcia) w Archipelagu Canarreos, w rejonie południowo-zachodniego wybrzeża Kuby, w prowincji Pinar del Rio.

## Siedlisko
Dane na temat siedliska skrytohutii krótkouchej są skąpe ze względu na bardzo rzadkie prowadzenie obserwacji. Prawdopodobnie naturalnym środowiskiem tych zwierząt jest Batis maritima z rodziny Bataceae (kapustowce). W czasie pory deszczowej, gdy Batis maritima jest częściowo zalana wodą, hutie prawdopodobnie zajmują tereny położone nieco wyżej, porośnięte namorzynami. Najprawdopodobniej M. sanfelipensis nie buduje socjalnych nor, które służyłyby do ochrony i rozrodu. Jedyny znaleziony przez naukowców noworodek był ułożony w jamie namorzynowej.

## Ochrona
Skrytohutia krótkoucha jest jednym z najbardziej zagrożonych gatunków gryzoni na świecie. Międzynarodowa Unia Ochrony Przyrody (IUCN) wymienia Mesocapromys sanfelipensis w Czerwonej księdze gatunków zagrożonych jako gatunek krytycznie zagrożony (CR – critically endangered). Niewiele wiadomo o ekologii, ewolucji i historycznym rozmieszczeniu gatunku.